# Pál Török
Pál Török (15. ledna 1898 Poľany – 13. dubna 1936 Praha) byl československý politik maďarské národnosti a meziválečný poslanec Národního shromáždění za Komunistickou stranu Československa.

## Biografie
Vyučil se v Kráľovském Chlumci obuvníkem. Bojoval v první světové válce. Po válce byl členem Rudé armády. Roku 1919 se usadil v Mukačevu. Vstoupil do KSČ a byl zakladatelem svazu dělníků v kožedělném průmyslu. Profesí byl obuvnickým dělníkem. Podle údajů z roku 1935 bydlel v Mukačevu.
Vyučil se obuvníkem a nastoupil jako obuvnický dělník v Mukačevě. Po parlamentních volbách v roce 1929 se stal poslancem Národního shromáždění. Mandát ovšem získal až dodatečně, roku 1931, jako náhradník poté, co rezignoval poslanec Nikolaj Sedorjak. Mandát obhájil v parlamentních volbách v roce 1935. Po jeho smrti jej nahradil v poslaneckém křesle Vasil Fuščič.